# Galactorrea
La galactorrea (del grec antic, γάλακτo gálakto, llet ; ῥοία rhoía, flux) o lactorrea (del llatí, lacto, llet) és el flux espontani de llet de la mama, no associat amb el part o la lactància.
S'ha informat que la galactorrea apareix en un 5-32% de les dones. Gran part de la diferència en la incidència informada es pot atribuir a diferents definicions de galactorrea. Tot i que és sovint benigne, pot ser causat per condicions greus i hauria de ser investigat correctament.
La galactorrea també apareix en homes, nadons i adolescents d'ambdós sexes.

## Causes
La galactorrea pot produir-se a conseqüència de la desregulació de certes hormones. Les causes hormonals més sovint associades a la galactorrea són la hiperprolactinèmia i les afeccions de la tiroide amb nivells elevats d'hormona estimulant de la tiroide (TSH) o d'hormona alliberadora de tirotropina (TRH). No hi ha cap causa evident en aproximadament el 50% dels casos.
La lactància requereix la presència de prolactina, i l'avaluació de la galactorrea inclou la història de diversos medicaments o aliments (metildopa, opioides, antipsicòtics, inhibidors de la recaptació de serotonina, així com la regalèssia) i per causes conductuals (estrès, i estimulació de la paret toràcica o del pit), així com l'avaluació per a l'embaràs, els adenomes d'hipòfisi (amb la sobreproducció de prolactina o la compressió de la hipòfisi) i l'hipotiroïdisme. Els adenomes d'hipòfisi anterior són sovint prolactinomes. La sobreproducció de prolactina provoca la cessació dels períodes menstruals i la infertilitat, que poden ser una pista diagnòstica. La galactorrea també pot ser causada per desequilibris hormonals a causa de les píndoles anticonceptives.
La galactorrea també és un efecte secundari associat a l'ús de la segona generació d'antagonista dels receptors H₂ cimetidina. La galactorrea també pot ser causada per antipsicòtics que causen hiperprolactinèmia mitjançant el bloqueig dels receptors de dopamina responsables del control de l'alliberament de prolactina. D'aquests, la risperidona és la més coneguda per causar aquesta complicació. Els informes de casos suggereixen que els inhibidors de la bomba de protons causen galactorrea.
En cas de qualsevol fluid provinent de les mames és recomanable anar a visitar un ginecòleg per una revisió.

## Galactorrea del nadó
La galactorrea del nadó o «llet de bruixa» és llet segregada dels pits d'aproximadament el 5% dels nadons nounats. Es considera una variació normal i no cal un tractament ni una prova. En el folklore, es creia que la «llet de bruixa» era una font d'alimentació per als esperits familiars invocats per les bruixes.